# 雷國俊
雷國俊（英語：James Leibold，？—），澳大利亚拉籌伯大學政治學與亞洲研究高級講師，新疆問題專家，曾造訪中國新疆。其研究關注於中國西部的維吾爾族和西藏地區、中國政府的少數民族政策，以及其對民眾日常生活的影響。截至2018年，他著有四本書籍和超過二十五篇經過同行評審的文章。他也是一名在國際媒體上頻繁撰寫相關主題的撰稿人。另外，他公開批評中國共產黨對澳洲的滲透以及對澳洲內政的干涉。

## 學術研究

### 新疆問題
從2014年3月起，中國共產黨在新疆開展「群眾路線」教育運動，計劃在三年內派20萬名官員參加下基層活動。2014年，當局派出將近7.5萬名中共黨員分成五人至七人的小組，其中三分之一去了南疆農村並駐留一年。曾經在新疆訪問的雷國俊認為，那些人是共產黨的耳目，要確保當局政策的實施。又認為當局滲透到基層會引發一些人的暴力反抗，他說：「你可以不干涉他们，让他们走自己的路。但如果你将他们逼到角落裡，有些人就會进行反抗。」他又表示，自習近平上台以來，北京，昆明和烏魯木齊都遭到極具轟動效應的襲擊，令當局非常尷尬。然而中國當局不承認其現行民族政策的錯誤和問題，也很少讓人討論民族問題，導致問題更難解決。他認為中國當局不會採取主動，因為他們沒有解決方案：「他們不願意跳出固定的思維模式，想想一些可能更有成效的新方法……對於這個問題，我想得越多，就越覺得它似乎根本無解。我討厭自己這種聽起來很悲觀的說法，但是從目前的政權來看，情況似乎的確如此。」

### 辛亥革命
在2012年9月13至14日於台灣國史館舉辦的「近代國家的型塑：中華民國建國一百年」國際學術討論會中，雷國俊的會議論文《Xinhai Remembered: From Han Racial Revolution to Great Revival of the Chinese Nation》考查「辛亥革命在漢民族及其統治菁英心目中不斷變化發展的意義。特別是從時間和空間的層面來探究清代邊疆遊牧民族的論述權如何被辛亥革命的紀念和慶祝活動所侵占」，另討論「辛亥革命是如何由漢民族對抗滿洲特權統治的一場血腥暴動，轉變為多民族的中華民族國家在外國帝國主義壓迫下崛興的一種和平慶典。」

## 對中共干涉澳洲的批評
2017年8月18日，英國劍橋大學出版社承認他們在中國國家新聞出版廣電總局（簡稱廣電總局）的要求之下，被迫從其被稱為「中國研究領域最具聲望的期刊之一」的權威刊物《中國季刊》的中國網站移除300多篇文章與書評，以避免出版社的整個網站被中國政府封鎖，相關文章的話題大部分與文化大革命、天安門廣場、西藏、新疆、香港和台灣有關，都是中國共產黨認為敏感的話題。該決定引發各方關注，包括雷國俊在內的眾多學者對事件作出譴責請願，雷國俊在推特上批評出版社的妥協行為「可恥」，並指出這顯示中國共產黨試圖在全球遂行資訊檢查、扼殺學術自由。22日，《中國季刊》的主編提姆·普林格爾（Tim Pringle）在推特發文表示，出版社「打算立即恢復之前從中國的網站上撤下的文章」，又表示該決定是在遭遇「全球學術界和其他領域無可非議的強烈反應之後」做出的。
2017年11月，在澳洲查爾斯特大學任職的學者克萊夫·漢密爾頓的新著作《無聲的侵略——中國如何將澳洲變成傀儡國家》（Silent Invasion: How China Is Turning Australia into a Puppet State）被推遲發行的決定引起爭議，該書敘述中國共產黨如何透過各種方法滲透澳大利亚政治和公民社會。漢彌爾頓表示，準備出版他的書的出版社「艾倫與昂溫出版社」擔心招惹來自中國政府的官司，艾倫與昂溫在11月8日發給漢彌爾頓的一封電子郵件解釋了推遲出版本書的原因：「2018年4月出版這本書太早了，我們沒有足夠的時間防範北京方面可能採取的行動對本書及本公司的潛在威脅……我們的律師提到北京勢力的代理人最近對澳洲主串流媒體機構進行了法律打擊。」雷國俊表示，這樣一本書籍的出版遭到阻止，特別是作者還是以漢彌爾頓這樣的著名作家，充分表明中國向出版社等媒體公司施壓的能力日益增強。
2017年12月，澳洲當局立法以反間諜法遏止外國勢力與干涉，雖然澳洲政府屢次強調不是針對某一個國家，但外界普遍認為是劍指中國，而中國政府亦對次表達不滿。事後有逾60名學者聯署要求取消立法，並認為法案是受到詆毀澳洲華人的辯論所推動。另一方面，有30多名學者包括雷國俊在內參與聯署對前者作出反駁，指中國政府的確有干涉澳洲內政，且中共可能會利用種族主義指控來扼殺中共勢力滲透澳洲的討論。該30多名學者在信中表明，「強烈支持澳洲就中共的影響與干涉舉行全國辯論，以對抗中共的影響，保護該國的知識自由、民主權利與國家安全。辯論亦應是基於事實的研究和報告，而非由煽情主義或種族主義推動，亦不應遭到自我審查扼殺。」又表示澳洲是「成熟的多元文化社會」，認為能夠在討論相關問題的同時不令種族緊張局勢加劇。